# Мотижинська волость
Мотижинська волость — адміністративно-територіальна одиниця Київського повіту Київської губернії. Наприкінці ХІХ ст. років волость було ліквідовано, поселення увійшли до складу Білогородської (Княжичі, Лука, Музичі, Неграші), Макарівської (Колонщина, Копилів, Маковище, Мотижин) та Бишівської волостей (Княжичі, Ясногородка).
Станом на 1886 рік складалася з 13 поселень, 13 сільських громад. Населення — 8932 особи (4354 чоловічої статі та 4578 — жіночої), 972 дворових господарства.
|                     | Площа, десятин | У тому числі орної, дес. |
| ------------------- | -------------- | ------------------------ |
| Сільських громад    | 9195           | 6878                     |
| Приватної власності | 14457          | 5618                     |
| Казенної власності  | -              | —                        |
| Іншої власності     | 328            | 254                      |
| Загалом             | 23980          | 12750                    |

Основні поселення волості:
- Мотижин — колишнє власницьке містечко при річці Буча, за 42 версти від повітового міста, 1628 осіб, 201 двір, волосне правління, православна церква, єврейська синагога, 3 постоялих двори, вітряк. за 8 верст - є врейська колонія Маковська з 242 мешканцями, молитовним будинком та лавкою.
- Княжичі — колишнє власницьке село при річці Ірпінь, 367 осіб, 46 дворів, православна церква, школа, постоялий двір, 2 водяні млини.
- Колонщина — колишнє власницьке село при річці Буча, 799 осіб, 102 двори, православна церква, школа, постоялий двір, кузня, вітряк, крупорушка.
- Копилів — колишнє власницьке село, 1127 осіб, 144 двори, православна церква, школа, 2 постоялих двори, крупорушка.
- Лука — колишнє власницьке село при річці Ірпінь, 197 осіб, 36 дворів, православна церква, школа, постоялий двір.
- Маковище — колишнє власницьке село, 255 осіб, 34 двори, постоялий двір, водяний млин, вітряк, винокуренний завод.
- Музичі — колишнє власницьке село при річці Тростинка, 557 осіб, 75 дворів, православна церква, школа, постоялий двір.
- Некраші (Неграші) — колишнє власницьке село при річці Тростинка, 282 особи, 29 дворів, каплиця, постоялий двір.
- Новосілки — колишнє власницьке село при річці Ірпінь, 834 особи, 101 двір, православна церква, школа, постоялий двір, кузня, водяний млин.
- Ясногородка — колишнє власницьке село при річці Трубище, 704 особи, 84 двори, 2 православні церкви, єврейський молитовний будинок, школа, 3 постоялих двори, 14 лавок, 8 ярмарок.